# Frederick Akuffo
Frederick William Akuffo (ur. 1937, zm. 1979) – ghański generał i polityk, przywódca przewrotu z 1978 roku. 
Od lipca 1978 do czerwca 1979 roku przewodniczący Najwyższej Rady Wojskowej (szef państwa).
W 1979 roku obalony przez młodych oficerów, oskarżony o korupcję i rozstrzelany.